# 新列辛頓 (阿拉巴馬州)
新列辛頓（英語：New Lexington）是位於美國阿拉巴馬州塔斯卡盧薩縣的一個非建制地區。該地的面積和人口皆未知。

## 地理
新列辛頓的座標為33°33′44″N 87°39′27″W / 33.56222°N 87.65750°W，而該地的平均海拔高度為130米（即430英尺）。